# UEFA Futsal Champions League 2023-2024 - Turno élite

## Sorteggio
Il sorteggio per il turno élite si è tenuto il 2 novembre alle 14:15 CET a Nyon. Le squadre sono state divise in tre fasce: vincitrici dei gironi del percorso A (urna 4), seconde classificate dei gironi del percorso A (urna 3) e terze classificate del percorso A insieme alle vincitrici del percorso B (urna 2). Ogni girone vede una squadra per ognuna delle prime due fasce e due dell'ultima fascia. Le squadre ospitanti, poste in una quarta urna, sono state riallocate alle fasce di competenza. Le prime classificate non potevano incontrare le seconde del loro girone del turno principale. Squadre provenienti dalla stessa federazione possono incontrarsi in questo turno. Le vincitrici di ogni gruppo si qualificano alla fase finale ("final four").
| Percorso A | Percorso A           | Percorso A               | Percorso A             | Percorso B | Percorso B           |
| Gruppo     | Vincitore (fascia 1) | Secondo posto (fascia 2) | Terzo posto (fascia 3) | Gruppo     | Vincitore (fascia 3) |
| ---------- | -------------------- | ------------------------ | ---------------------- | ---------- | -------------------- |
| 1          | Sporting Lisbona (H) | HIT Kiev                 | Olmissum               | 5          | Constract Lubawa     |
| 2          | Barcellona           | Anderlecht               | Loznica                | 6          | Riga FC (H)          |
| 3          | Palma (H)            | Qairat                   | Haladás                | 7          | Prishtina 01 (H)     |
| 4          | Benfica              | Étoile Lavalloise        | Dobovec                | 8          | Feldi Eboli          |

(H) indica la squadra ospitante.

## Risultati

### Gruppo A
| Squadra           | P.ti | G | V | N | P | GF | GS | DR |
| ----------------- | ---- | - | - | - | - | -- | -- | -- |
| Barcellona        | 7    | 3 | 2 | 1 | 0 | 12 | 4  | +8 |
| Riga FC           | 6    | 3 | 2 | 0 | 1 | 12 | 11 | +1 |
| Étoile Lavalloise | 3    | 3 | 1 | 0 | 2 | 8  | 12 | -4 |
| Feldi Eboli       | 1    | 3 | 0 | 1 | 2 | 6  | 11 | -5 |

| Arbitri: | Vedran Babić Vlad Ciobanu Ademir Avdic |
| Crono:   | Kiazo Leladze                          |

|                                     |           |                             |
| Catela 19'10'’ (rig.) Touré 34'18'’ | Marcatori | 11'32'’, 39'49'’ Calderolli |

| Arbitri: | Marc Birkett Ademir Avdic Vlad Ciobanu |
| Crono:   | Kiazo Leladze                          |

|                                                       |           |                                                                          |
| El Mesrar 1'16'’, 39'09'’ A. Mohammed 9'54'’, 16'34'’ | Marcatori | 12'36'’ Kuzmin 15'57'’, 39'23'’ Serginho 19'53'’ (rig.), 39'54'’ Thalles |

| Arbitri: | Ademir Avdic Vedran Babić Marc Birkett |
| Crono:   | Kiazo Leladze                          |

|  |           |                                                                                      |
|  | Marcatori | 5'15'’, 20'33'’, 30'10'’ Pito 12'54'’, 32'42'’, 33'29'’ A. Fernández 38'14'’ Matheus |

| Arbitri: | Vlad Ciobanu Marc Birkett Vedran Babić |
| Crono:   | Kiazo Leladze                          |

|                                                                                  |           |                                                                     |
| Thalles 13'25'’, 23'56'’ (rig.) Rimkus 14'31'’ Vargas 30'16'’ Ricardinho 39'29'’ | Marcatori | 4'50'’ Dalcin 12'25'’, 25'35'’ Baldasso 17'11'’ (rig.) Igor Carioca |

| Arbitri: | Ademir Avdic Vlad Ciobanu Vedran Babić |
| Crono:   | Kiazo Leladze                          |

|  |           |                                                                          |
|  | Marcatori | 17'16'’ Kaíque 24'00'’ A. Mohammed 37'40'’ Mouhoudine 39'58'’ B. Bakkali |

| Arbitri: | Marc Birkett Vedran Babić Vlad Ciobanu |
| Crono:   | Kiazo Leladze                          |

|                                         |           |                                                  |
| A. Coelho 9'59'’ (aut.) Thalles 35'05'’ | Marcatori | 5'44'’ A. Fernández 24'14'’ Catela 29'54'’ Touré |

### Gruppo B
| Squadra      | P.ti | G | V | N | P | GF | GS | DR  |
| ------------ | ---- | - | - | - | - | -- | -- | --- |
| Benfica      | 9    | 3 | 3 | 0 | 0 | 17 | 6  | +11 |
| Qairat       | 6    | 3 | 2 | 0 | 1 | 20 | 5  | +15 |
| Dobovec      | 1    | 3 | 0 | 1 | 2 | 6  | 14 | -8  |
| Prishtina 01 | 1    | 3 | 0 | 1 | 2 | 6  | 24 | -18 |

| Arbitri: | Cédric Pélissier Bogdan Hanceariuc Ondřej Černý |
| Crono:   | Besart Ismajli                                  |

|                                                                |           |                                                 |
| D. Nunes 0'13'’ A. Jesus 11'27'’ Sobral 25'39'’ Jacaré 39'52'’ | Marcatori | 22'48'’ P. Pasariček 23'43'’ Duščak 32'34'’ Čeh |

| Arbitri: | Daniel Matković Ondřej Černý Bogdan Hanceariuc |
| Crono:   | Besart Ismajli                                 |

| |           |                                       |
| Pedrinho 6'29'’, 17'47'’ Alisson 6'51'’ Fávero 8'52'’, 16'13'’ Dener 11'02'’, 26'38'’ Edson 12'15'’ Douglas Jr. 28'07'’ Viana 28'34'’ Ruiz 29'49'’ | Marcatori | 4'14'’ (aut.) Viana 23'52'’ Maxharraj |

| Arbitri: | Ondřej Černý Cédric Pélissier Daniel Matković |
| Crono:   | Besart Ismajli                                |

|                                 |           |                                                  |
| Tūrsağūlov 7'13'’ Dener 35'53'’ | Marcatori | 3'36'’ A. Jesus 4'02'’ D. Nunes 10'00'’ L. Rocha |

| Arbitri: | Bogdan Hanceariuc Daniel Matković Cédric Pélissier |
| Crono:   | Besart Ismajli                                     |

|                                                 |           |                                                     |
| Maxharraj 7'08'’, 38'52'’ Pihler 27'06'’ (aut.) | Marcatori | 4'17'’ P. Pasariček 5'11'’ Knežević 20'30'’ Cesarec |

| Arbitri: | Cédric Pélissier Daniel Matković Bogdan Hanceariuc |
| Crono:   | Besart Ismajli                                     |

|  |           | |
|  | Marcatori | 2'58'’ (aut.) Dasaiev 14'16'’ Ruiz 18'56'’ Douglas Jr. 21'49'’, 39'09'’ Viana 22'23'’ Orazov 27'25'’ Akbalikov |

| Arbitri: | Ondřej Černý Bogdan Hanceariuc Daniel Matković |
| Crono:   | Besart Ismajli                                 |

|                   |           | |
| Maxharraj 21'28'’ | Marcatori | 6'10'’, 13'05'’ A. Jesus 9'34'’, 32'25'’ D. Nunes 22'06'’ Jacaré 24'59'’, 26'04'’ Ferreira 25'30'’ Cintra 37'38'’ Higor 39'55'’ B. Coelho |

### Gruppo C
| Squadra          | P.ti | G | V | N | P | GF | GS | DR  |
| ---------------- | ---- | - | - | - | - | -- | -- | --- |
| Sporting Lisbona | 9    | 3 | 3 | 0 | 0 | 20 | 4  | +16 |
| Anderlecht       | 6    | 3 | 2 | 0 | 1 | 14 | 7  | +7  |
| Loznica          | 3    | 3 | 1 | 0 | 2 | 5  | 19 | -14 |
| Haladás          | 0    | 3 | 0 | 0 | 3 | 6  | 15 | -9  |

| Arbitri: | Peter Nurse Kamil Çetin Damian Grabowski |
| Crono:   | Filipe Duarte                            |

|                                                                                          |           |                                       |
| E. Borges 14'25'’ Tomić 18'06'’ A. Santos 19'54'’ (aut.) Marcênio 27'50'’ Gréllo 38'42'’ | Marcatori | 1'26'’ (aut.) Rangel 13'20'’ H. Souza |

| Arbitri: | Alejandro Martínez Damian Grabowski Kamil Çetin |
| Crono:   | Filipe Duarte                                   |

|               |           | |
| Rosić 27'32'’ | Marcatori | 1'13'’, 33'16'’ Zicky 3'50'’ Merlim 16'13'’ Pauleta 16'47'’ D. Santos 21'37'’ T. Paçó 24'00'’ (aut.) Dandan 37'00'’, 38'53'’ Neves |

| Arbitri: | Damian Grabowski Peter Nurse Alejandro Martínez |
| Crono:   | Filipe Duarte                                   |

|              |           | |
| Rosić 8'40'’ | Marcatori | 5'35'’ Rangel 9'09'’, 21'48'’ E. Borges 9'40'’ Roncaglio 18'22'’, 23'21'’ Tomić 28'44'’ Saura 33'58'’ Vilela |

| Arbitri: | Kamil Çetin Alejandro Martínez Peter Nurse |
| Crono:   | Filipe Duarte                              |

|                                                                                           |           |                           |
| Merlim 3'29'’, 22'59'’, 33'48'’ Neves 8'32'’ (rig.), 36'31'’ Taynan 12'45'’ Zicky 15'15'’ | Marcatori | 8'34'’ Merlim 30'37'’ Vas |

| Arbitri: | Kamil Çetin Peter Nurse Damian Grabowski |
| Crono:   | Filipe Duarte                            |

|                             |           |                                       |
| Dróth 19'58'’ Longo 28'58'’ | Marcatori | 5'54'’, 12'35'’ Rosić 14'28'’ Machado |

| Arbitri: | Alejandro Martínez Damian Grabowski Peter Nurse |
| Crono:   | Filipe Duarte                                   |

|                                                               |           |                |
| D. Santos 8'34'’ Varela 14'10'’ Zicky 22'09'’ B. Paçó 31'15'’ | Marcatori | 17'46'’ Gréllo |

### Gruppo D
| Squadra          | P.ti | G | V | N | P | GF | GS | DR |
| ---------------- | ---- | - | - | - | - | -- | -- | -- |
| Palma            | 7    | 3 | 2 | 1 | 0 | 10 | 6  | +4 |
| Constract Lubawa | 6    | 3 | 2 | 0 | 1 | 14 | 10 | +4 |
| HIT Kiev         | 4    | 3 | 1 | 1 | 1 | 11 | 11 | 0  |
| Olmissum         | 0    | 3 | 0 | 0 | 3 | 8  | 16 | -8 |

| Arbitri: | Gábor Kovács Dejan Veselič David Grøndal Nissen |
| Crono:   | Diego Martínez                                  |

|                                                                        |           |                                                                                           |
| Žuk 6'46'’ Abakšyn 16'19'’, 32'28'’ Siryj 20'22'’ Černjavs'kyj 38'48'’ | Marcatori | 10'33'’, 37'47'’ P. Silva 36'29'’ Raszkowski 36'40'’, 39'12'’ Kaniewski 37'18'’ Claudinho |

| Arbitri: | Miguel Castilho David Grøndal Nissen Dejan Veselič |
| Crono:   | Diego Martínez                                     |

|                                                |           |                                                                        |
| Kustura 9'03'’ Sekulić 10'26'’ Bukovec 30'56'’ | Marcatori | 11'47'’ Rivillos 20'39'’, 28'11'’ Oladghobad 22'14'’, 34'19'’ Gordillo |

| Arbitri: | David Grøndal Nissen Gábor Kovács Miguel Castilho |
| Crono:   | Diego Martínez                                    |

|                                          |           |                                                         |
| Sekulić 18'32'’, 26'09'’ Kustura 35'26'’ | Marcatori | 24'50'’, 29'13'’ Abakšyn 28'07'’ Žuk 39'58'’ Ponočovnyj |

| Arbitri: | Dejan Veselič Miguel Castilho Gábor Kovács |
| Crono:   | Diego Martínez                             |

|                                                     |           |                    |
| Marcelo 12'57'’ B. Gomes 33'31'’ Oladghobad 36'17'’ | Marcatori | 16'20'’ Raszkowski |

| Arbitri: | David Grøndal Nissen Dejan Veselič Miguel Castilho |
| Crono:   | Diego Martínez                                     |

| |           |                                 |
| Kriezel 24'02'’, 36'28'’ Jankowski 27'06'’ Lemos 29'22'’ Claudinho 33'36'’ Kaniewski 36'50'’ P. Silva 38'07'’ | Marcatori | 17'33'’ Sekulić 20'29'’ Kustura |

| Arbitri: | Gábor Kovács Miguel Castilho Dejan Veselič |
| Crono:   | Diego Martínez                             |

|                                    |           |                                     |
| Abakšyn 13'34'’ Ponočovnyj 37'38'’ | Marcatori | 23'22'’ Gordillo 25'22'’ Oladghobad |